# قائمة الدول التي تعرضت للقصف من اسرائيل
منذ تأسيس دولة اسرائيل في 1948م فقد قامت بالعديد من الهجمات خارج الأراضي التي تسيطر عليها في أرض فلسطين التاريخية سواء في إطار الحروب المختلفة التي خاضتها في ظل الصراع العربي الإسرائيلي أو ضمن عمليات محدودة أو خاطفة قامت بها من أجل مهام محددة، ولاسيما أن اسرائيل تمتلك سلاحاً جوياً  متفوقاً يسهل عليها تنفيذ تلك العمليات لاسيما في ظل الدعم السياسي الذي تلقاه من قبل الولايات المتحدة الأمريكية وعدد من الدول الغربية .

## الدول التي تعرضت لقصف اسرائيلي عبر التاريخ
| الدولة             | الأعوام                                                                                                | الحادثة |
| ------------------ | --- | --- |
| الأراضي الفلسطينية | منذ 1948 - مستمر                                                                                       | بالنسبة للضفة الغربية فقد شهدت عبر التاريخ مئات أو آلاف المرات من القصف والإقتحامات والإجتياحات تحت مبررات مختلفة سواء خلال مراحل حرب 1948 و 1967 و الإنتفاضتين وخلال الحروب مع غزة إضافة إلى عديد من المرات خلال مراحل السلام . بالنسبة لغزة فقد تعرضت للقصف أثناء حروب الصراع العربي الإسرائيلي البارزة وعندما كانت تحت السيطرة المصرية ةكذلك بعد تلك المرحلة خلال الأحداث المختلفة التي شهدها القطاع ولاسيما في مرحلة حصار غزة التي شهدت أكثر من 4 حروب مع الفصائل الفلسطينية فيها حتى عام 2024م وحتى في فترات السلام التي كان يشهدها القطاع فقد تعرض عدة مرات لعمليات قصف بقصد الإغتيال لبعض القادة . |
| سوريا              | 1948 ، و1967، و1973 ، و1982، و2007 ، ومجموعة من العمليات المتكررة منذ بداية الحرب الأهلية السورية 2011 | شاركت سوريا في معظم الحروب التي شهدتها مرحلة الصراع العربي الإسرائيلي وبالتالي فقد تعرضت للقصف الإسرائيلي في جميع تلك الحروب البارزة إضافة إلى ذلك فقد تعرضت في 2007 إلى هجوم يدعى أنه بهدف تصفية مفاعل نووي سري كانت سوريا تنوي بناءه و بدأت اسرائيل تستهدف الأراضي السورية بشكل شبه دائم منذ اندلاع الحرب الأهلية السورية وتواجد بعض القوات الإيرانية على أراضيها أو تلك التابعة لحزب الله أو بهدف تدمير سلاح الدفاع الجوي السوري أو رداً على بعض الهجمات الصاروخية أو المدفعية التي انطلقت من الأراضي السورية في بعض الحاالات وبلغ عدد الغارات التي شنتها اسرائيل في 2023م نحو 40 غارة وفي 2022م نحو 28 غارة مختلفة وفي 1 أبريل 2024م قامت اسرائيل بشن هحوم على القنصلية الإيرانية في دمشق ما أسفر عن تدميرها بالكامل ومقتل عدد من المستشارين الإيرانيين فيها . وبعد مرحلة سقوط حكم الأسد لسوريا وانطلاقاً من نفس يوم رحيله عن السلطة ودخول قوات المعارضة إلى دمشق بدأت اسرائيل بأكبر عملية قصف جوي على سوريا في تاريخها استهدفت من خلالها العديد من المعدات العسكرية الثقيلة والعديد من المقرات العسكرية الكبرى والهامة وحتى القطع البحرية العسكرية وبلغت عدد الضربات الجوية نحو 480 غارة جوية. |
| لبنان              | 1948، 1967، والفترة منذ 1982 حتى 2000م، و2006م، و2023- 2024م                                           | تعرضت لبنان للقصف خلال المراحل الأولى من الصراع العربي الإسرائيلي ثم تعرضت لاجتياح شامل من القوات الإسرائيلي منذ عام 1982 وحتى عام 2000م ارتكبت خلالها عدة مجازر مثل مجزرة قانا، وفي تموز 2006 خاضت اسرائيل حرباً ضد حزب الله في لبنان ولمدة تزيد عن الشهر قامت بقصف البنى التحتية في البلاد، وبعد اندلاع عملية طوفان الأقصى في غزة قام حزب الله بمناوشة القوات الإسرائيلية لمشاغلتها عن جبهة غزة ما أدى إلى اشتباكات يومية محدودة طوال فترة الحرب . |
| مصر                | 1948، 1956، 1967، 1970، 1973                                                                           | قصفت مصر من قبل اسرائيل بشكل أساسي خلال الحروب الرئيسية في الصراع العربي الإسرائيلي لاسيما 1948 و العدوان الثلاثي بالإشتراك مع بريطانيا وفرنسا 1956م والنكسة 1967م ومجزرة بحر البقر في 1970م وحرب 1973م التي تلاها السلام مع اسرائيل . |
| الأردن             | 1948، 1967                                                                                             | خاضت الأردن حربين رئيسيتين مع اسرائيل منذ تأسيسها وتعرضت خلالها للقصف. |
| أوغندا             | 1976م                                                                                                  | قامت اسرائيل بعملية انزال جوي على أوغندا بهدف تخليص رهائن تابعين لها كانت قوات المقاومة تطالب بتبادلهم مع أسرى فلسطينيين ضمن عملية عنتيبي |
| العراق             | 1981م                                                                                                  | قامت اسرائيل بعملية قصف لما ادعت أنه مفاعل نووي قيد الإنشاء في العراق في عملية جوية اسمها عملية أوبرا |
| تونس               | 1985م                                                                                                  | قامت اسرائيل بشن غارات جوية على مقر القيادة العامة لمنظمة التحرير الفلسطينية وسميت العملية باسم الساق الخشبية متسببة بمقتل نحو 68 فلسطينياً وتونسياً |
| اليمن              | 2024م                                                                                                  | قامت اسرائيل بشن غارات جوية على مدينة الحديدة اليمنية وقصفت خزانات النفط رداً على هجمات أنصار الله على اسرائيل |
| ايران              | 2024م                                                                                                  | اعترفت اسرائيل بقصف ايران مباشرة فقط مرة واحدة عام 2024م وذلك عقب الضربات الإيرانية على اسرائيل ، بينما تشير العديد من التقارير الإعلامية إلى العديد من الضربات التي تلقتها ايران استخباراتياً وعسكرياً دون اعتراف رسمي اسرائيلي . |

هذا بالإضافة إلى العديد من العمليات الخارجية التي نفذتها القوات الإسرائييلية مثل الإعتداء على سفينة مرمرة التركية لكسر الحصار عن غزة وعملية ميونخ في ألمانيا إضافة إلى مجموعة كبيرة جداً من الإغتيالات المختلفة في مختلف أنحاء العالم.